# Idiognophomyia patula
Idiognophomyia patula is een tweevleugelige uit de familie steltmuggen (Limoniidae). De soort komt voor in het Afrotropisch gebied.